# Marguerite Godin
Pour les articles homonymes, voir Godin.
Marguerite Godin, née le 10 décembre 1867 à Paris et morte dans la même ville le 1er juillet 1936, est une peintre et pastelliste française.

## Biographie
Françoise Augustine Marguerite Godin née le 10 décembre 1867 dans le 10e arrondissement de Paris, est la fille de Clément Prosper Édouard Godin, pharmacien, et de Marie Julie Éléonore Delavenne, une famille bourgeoise parisienne.
Elle étudie à l'Académie Julian, elle est l'élève de Gustave Boulanger, Léon Bonnat et Jules Lefebvre. Marguerite Godin expose au Salon des artistes français de 1887 à 1912.
Elle reçoit une médaille de bronze au Salon de 1899. Elle obtient le prix Marie-Bashkirtseff en 1889, ainsi qu'une mention honorable à l'Exposition universelle de 1900.
Elle meurt célibataire à son domicile au 21 rue rue Poncelet le 1er juillet 1936 à l'âge de 68 ans.

## Œuvres
- Grisélidis, qui s'inspire de la légende médiévale de Griselda. Le modèle est la fille du peintre Jules Lefebvre[3]
- Scène champêtre[3]
- Joueuse de guitare
- Jeune femme à la colombe
- Jeune fille au livre, prix Marie-Bashkirtseff[3]

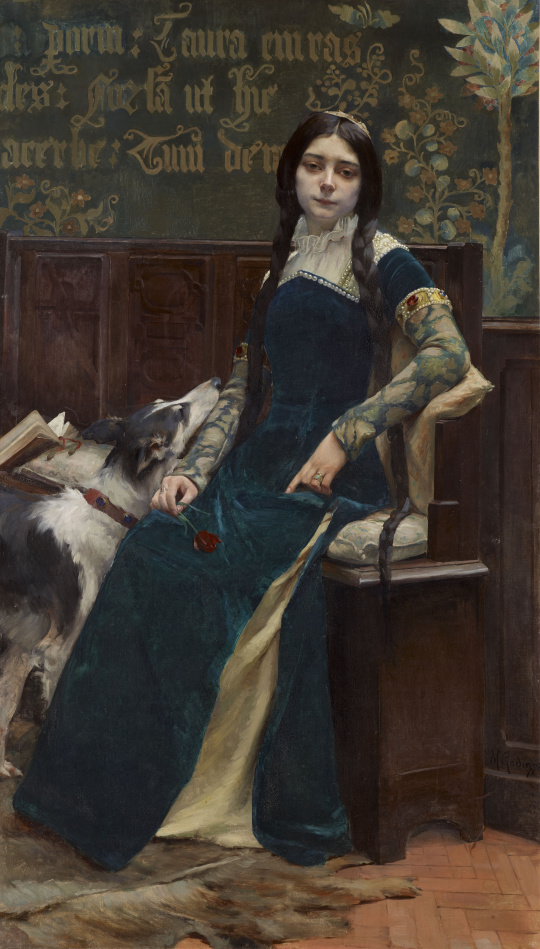
Grisélidis, 1894(Bayeux, musée Baron-Gérard).
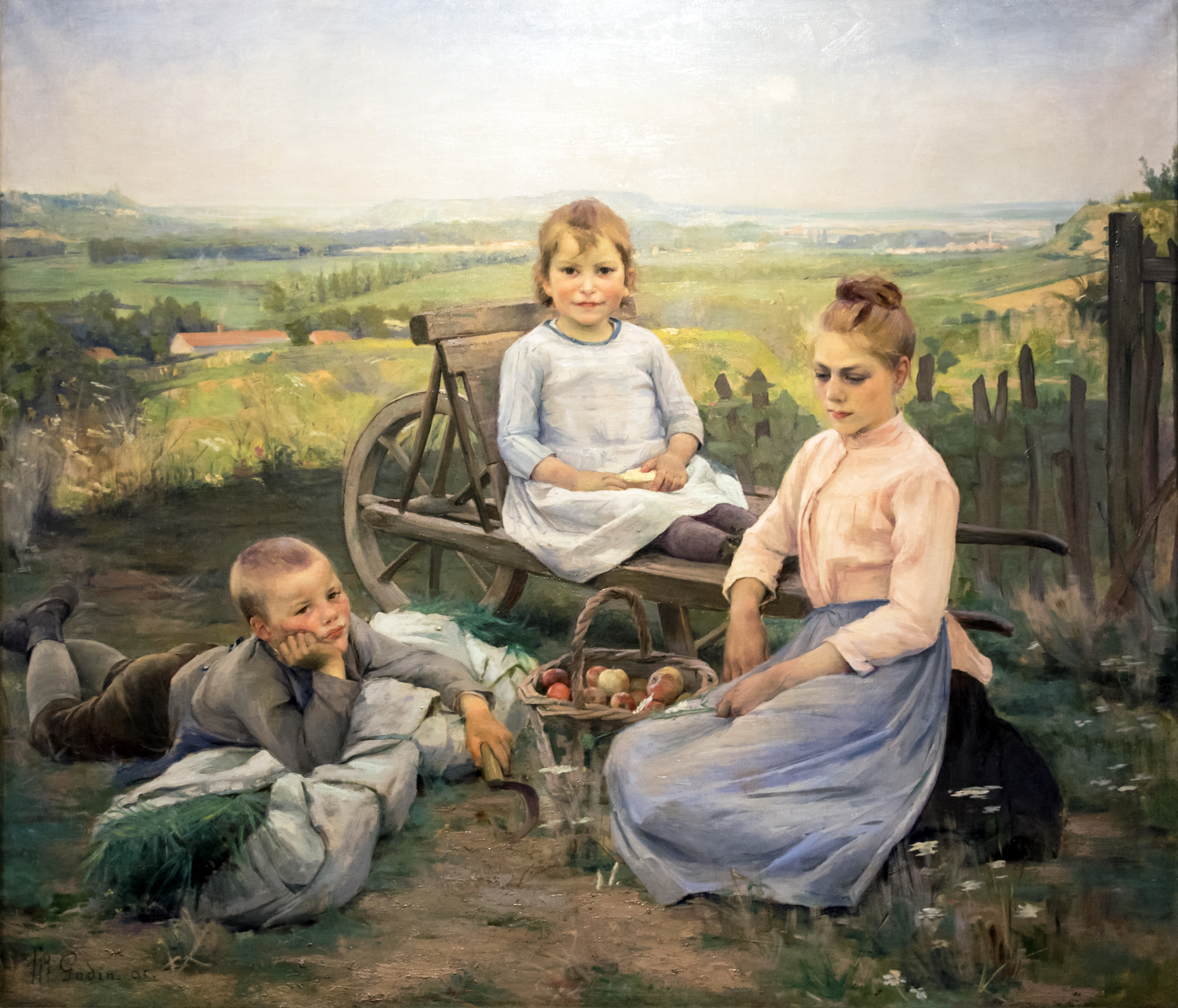
Scène champêtre, 1890(Bayeux, musée Baron-Gérard).
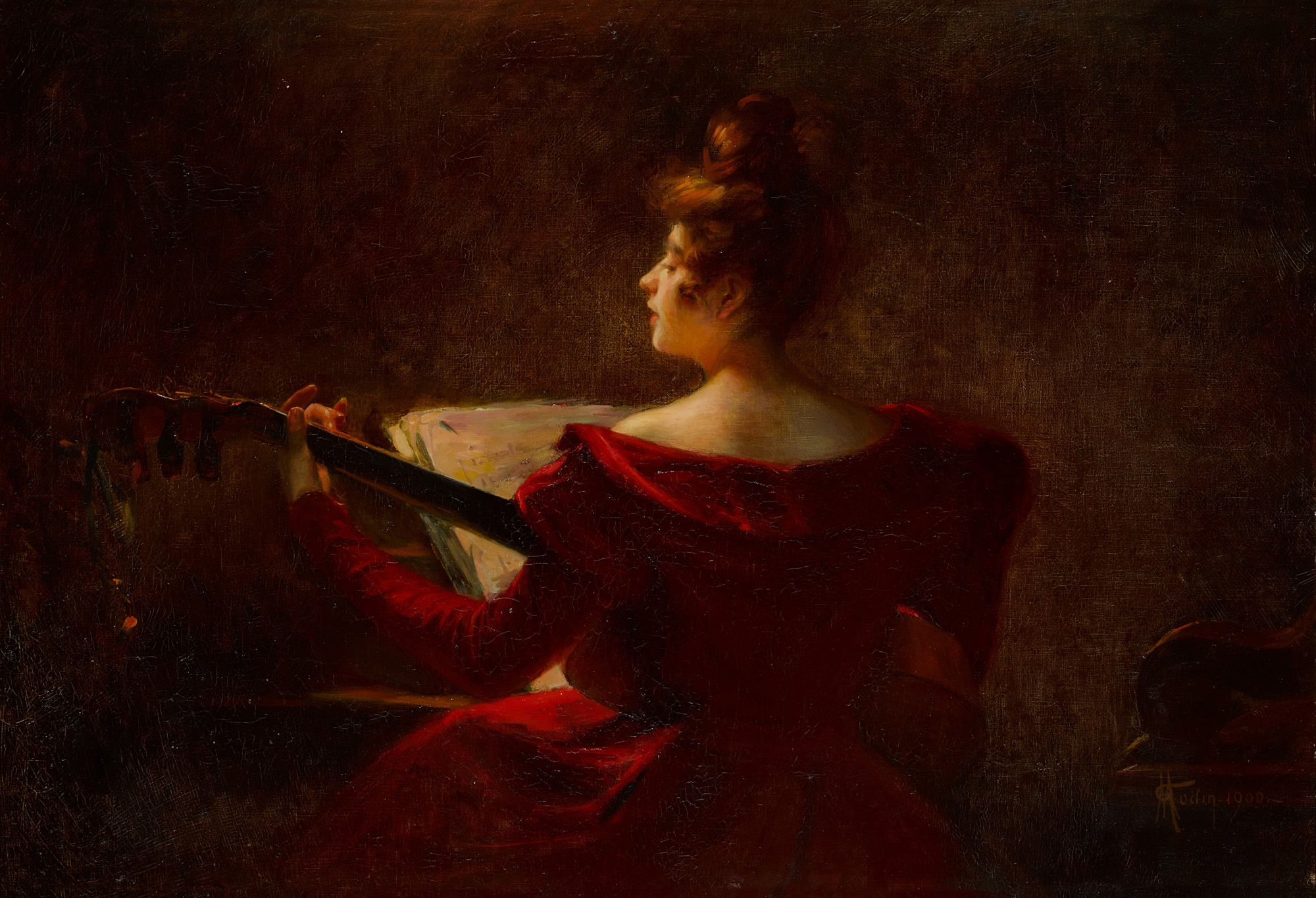
Joueuse de guitare, 1900.
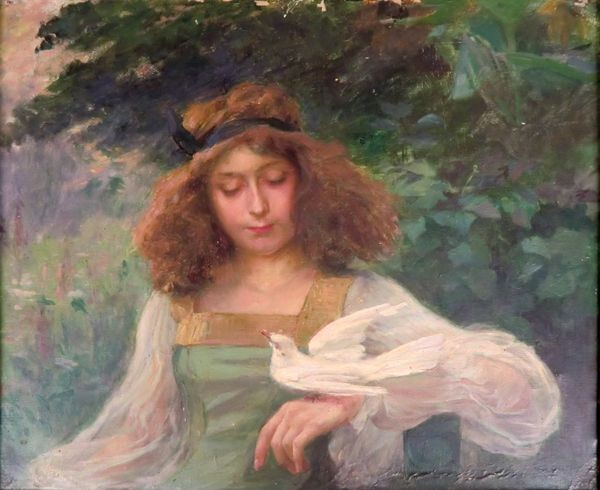
Jeune femme à la colombe, avant 1936.